# Романов, Павел Константинович
Павел Константинович Романов (1913—1992) — советский государственный и партийный деятель. Деятель советской цензуры. 

## Биография
Родился 29 июня (12 июля) 1913 года в Боготол Мариинского уезда Томской губернии. В 1938 году окончил ЛИИЖТ, в 1941 году — Высшую партийную школу при ЦК ВКП(б).
- 1928—1931 — учащийся ФЗУ и слесарь паровозоремонтного завода, Барнаул и Омск.
- 1931—1932 — студент рабфака, Ленинград.
- 1932—1936 — студент ЛИИЖТ.
- 1936—1937 — уполномоченный НКПС СССР на железнодорожной станции Малоярославец.
- 1937—1938 — студент ЛИИЖТ.
- 1938—1939 — аспирант ЛИИЖТ.
- 1939—1941 — слушатель Высшей партийной школы.
- 1941 — слушатель курсов военных комиссаров при Военно-политической академии им. Ленина.
- 1941—1942 — комиссар стрелкового батальона 288-й стрелковой дивизии Волховского фронта.
- 1942—1945 — после ранения старший инструктор политотдела, и.о. заместителя начальника политотдела стрелковой дивизии; заместитель начальника академического курса Высшей военной школы ПВО Советской Армии.
- 1945—1947 — старший референт, начальник Комиссии по работе с военнопленными при ЦК ВКП(б) — начальник НИИ № 99.
- 1947—1948 — заместитель директора НИИ №205 при ЦК ВКП(б).
- 1948—1957 — в Отделе агитации и пропаганды ЦК КПСС: консультант, заместитель заведующего сектором, заведующий сектором, заведующий подотделом, заведующий сектором по союзным республикам, заместитель заведующего Отделом.
- 1957—1963 — начальник Главного Управления по охране военных и государственных тайн в печати при Совмине СССР.
- 1963—1965 — председатель Госкомитета Совмина СССР по печати.
- 1965—1966 — первый заместитель председателя Комитета по печати при Совмине СССР.
- 1966—1986 — начальник Главного управления по охране государственных тайн в печати при Совмине СССР.
- С июля 1986 года персональный пенсионер союзного значения.

Умер в Москве 26 сентября 1992 года.

## Награды
- 2 ордена Ленина (04.05.196; 11.07.1983)
- орден Октябрьской Революции (26.03.1981)
- орден Отечественной войны  I степени (11.03.1985)
- орден Трудового Красного Знамени (09.09.1971)
- орден Дружбы народов (14.11.1980)
- медаль «За боевые заслуги» (21.10.1944)
- другие медали